# Santa Rosa (Niterói)
Santa Rosa é um bairro da Zona Sul de Niterói, cidade da região do Grande Rio, e está localizado entre os bairros de Icaraí, Fátima, Pé Pequeno, Cubango, Ititioca, Viradouro e Vital Brazil.

## História
Santa Rosa originou-se da antiga Fazenda Santa Rosa, no século XVIII. A história do bairro funde-se com a de Icaraí. A sua expansão e desenvolvimento foi o resultado do modelo de urbanização no qual, primeiro, privilegiou-se os locais mais perto do centro da cidade e, mais tarde, a região litorânea. Desta forma, Icaraí foi ocupado primeiro.
No século XIX, o bairro ainda tinha uma paisagem deslubrante. Durante esse mesmo século, passou por transformações como a abertura de estradas que davam passagem para tropeiros que vinham de áreas mais distantes, como Viradouro e Atalaia, e íam em direção ao centro da cidade.

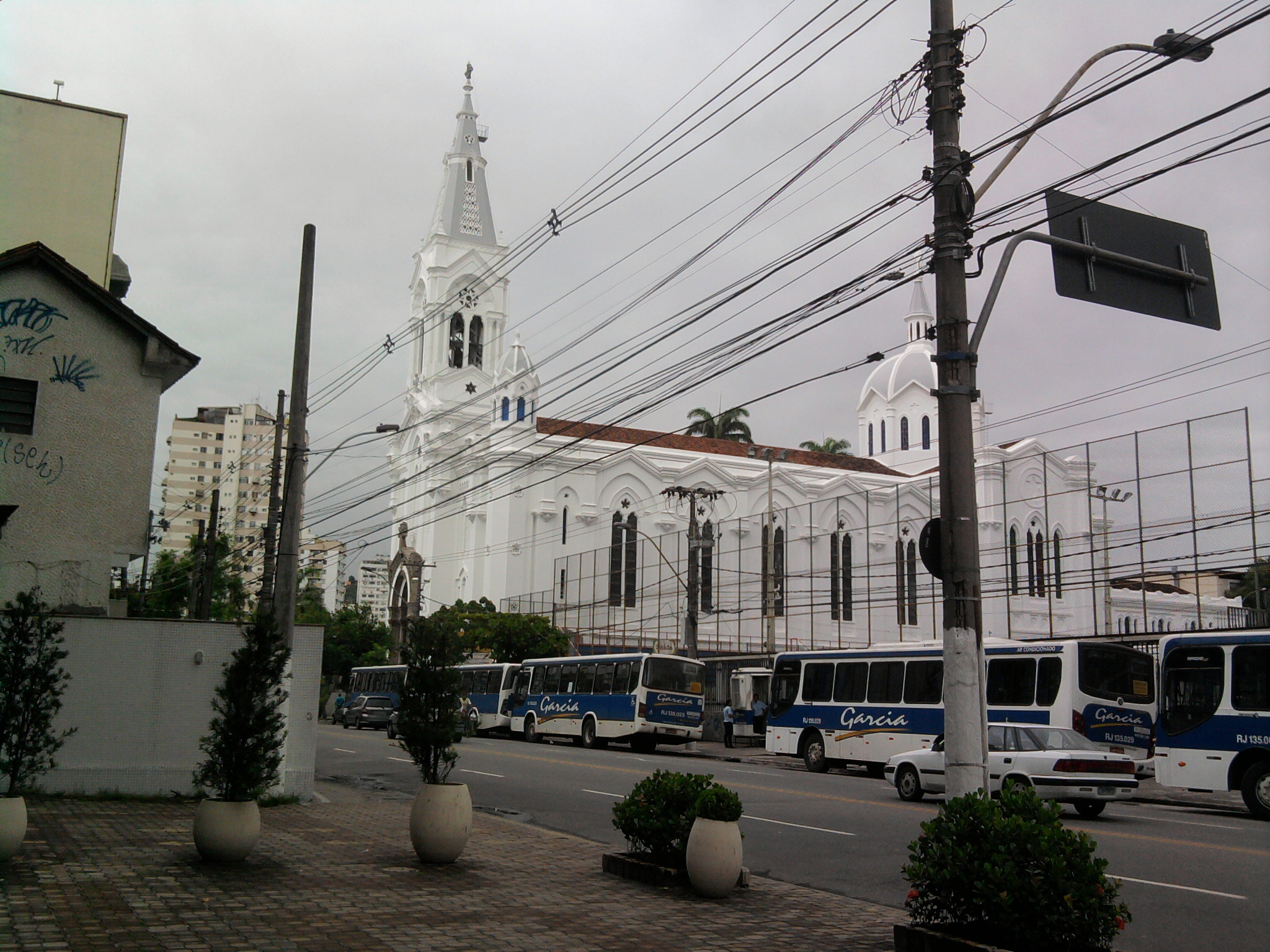
Basília de N.S. Auxiliadora vista da Rua Santa Rosa.

Da partilha da fazenda Santa Rosa originaram-se várias chácaras para onde deslocaram-se famílias abastadas da cidade. Pessoas ilustres da cidade e da Província do Rio de Janeiro viviam no bairro. Em fins do século XIX, 1883, o Colégio Salesiano Santa Rosa instalou-se no bairro tornando-o mais movimentado e conhecido. 
Durante o final do século XX, o bairro passou diversas transformações urbanísticas ocasionando melhorias como saneamento, iluminação e calçamento de ruas, que proporcionaram a passagem de bondes de tração animal e, mais tarde, elétrico. Já nos anos 70 e 80, com o "boom" imobiliário, a expansão de Icaraí e após a construção da Ponte Rio-Niterói, Santa Rosa transformou-se, aos poucos de um bairro com casas a um bairro com edifícios com vários apartamentos.
Atualmente, o bairro continua destacando-se como região com grande expansão imobiliária, devido a substituição de casas antigas por modernos prédios. Esse crescimento desordenado, no entanto, tem causado problemas como em qualquer bairro populoso. Em outros tempos, o bairro teve um carnaval de rua extremamente frequentado pelas famílias na Rua Nóbrega, tradição que permanece até os dias de hoje. Jovens costumeiramente estimulam a vida boêmia dos bares que localizam-se em sua área.
Além do Colégio Salesiano Santa Rosa, o bairro também foi reduto de instituições tradicionais de ensino como Instituto São José, o Instituto Maia Vinagre e o extinto Colégio Domingos Sávio. Recentemente, os limites do bairro de Santa Rosa foram alterados pelo Plano Urbanístico Regional (PUR), perdendo para o bairro de Icaraí a região entre as Av. Roberto Silveira e rua Geraldo Martins.